# 유럽투구새우
유럽투구새우(학명: Triops cancriformis)는 투구새우과에 속하는 갑각류이다. 근연 종인 긴꼬리투구새우(Triops longicaudatus)는 한국에서도 발견된다.

## 생김새
투구모양의 각을 가지고 29-30쌍의 다리를 가지고 있으며 꼬리 끝에는 한 쌍의 부속지를 가지고 있다. 황갈색을 띠며 전체길이는 3–5 cm 정도이다. 몸 전체에서 큰 부분을 차지하는 투구모양의 각 때문에 투구게와 그 모양이 유사하며 각 위에는 눈이 있다. 이름과는 다르게 눈은 두 개가 있으며 두 눈 사이에 안점(Ocellus)이 있다. 안점에서는 빛만 감지하는데 이를 통해 몸이 향한 방향을 알게 된다.

## 생식
단위생식과 유성생식을 모두하지만 주로 단위생식을 한다. 다리가 변형된 알주머니에 검붉은색의 알이 들어있어 모래나 흙을파서 알을 낳는다. 알은 생존력이 매우 강하여 건기에도 죽지 않고 흙속에 있다가 우기때 적절한조건이 조성되면 알에서 깨어나게 된다. 알의 경우 건조된 상태로 27년 만에 부화하는 경우가 있을정도로 생명력이 질기다.

## 같이 보기
- 긴꼬리투구새우